# Kabinett Ehard I
Das Kabinett Ehard I bildete vom 21. Dezember 1946 bis zum 20. September 1947 die Staatsregierung  des Freistaates Bayern. Der Regierungsbildung ging die Wahl zum 1. Bayerischen Landtag nach Ende des Zweiten Weltkriegs voraus. Somit war das Kabinett Ehard I die erste Landesregierung in der Nachkriegszeit, die auf Basis von demokratischen Wahlen zu Stande kam und nicht von der US-amerikanischen Besatzungsmacht eingesetzt wurde. Obwohl die CSU über die absolute Mehrheit an Sitzen im Landtag verfügte, bildete Hans Ehard eine Koalitionsregierung aus CSU, SPD und WAV, welche anfangs über eine Mehrheit von 171 der 180 Sitze im Landtag verfügte. Der einzige Minister der WAV, Alfred Loritz, schied am 24. Juni 1947 auf Grund des Verdachts von Meineid und Schwarzmarktgeschäften aus. Ihm folgte Ludwig Hagenauer, so dass Ehard die erste große Koalition aus CSU und SPD in Bayern führte.
Am 15. September 1947 traten die Minister der SPD zurück und die SPD schied aus der Koalitionsregierung aus. Daraufhin bildete Ministerpräsident Ehard mit dem Kabinett Ehard II eine reine CSU-Regierung.
| Amt                                    | Name                                | Partei | Staatssekretäre                                               |
| -------------------------------------- | ----------------------------------- | ------ | ------------------------------------------------------------- |
| Ministerpräsident                      | Hans Ehard                          | CSU    | Anton Pfeiffer (Leiter der Staatskanzlei)                     |
| Stellvertreter des Ministerpräsidenten | Wilhelm Hoegner                     | SPD    | –                                                             |
| Inneres                                | Josef Seifried                      | SPD    | Willi Ankermüller ab 10. Januar 1947                          |
| Inneres                                | Josef Seifried                      | SPD    | Franz Fischer (Bauwesen) ab 10. Januar 1947                   |
| Inneres                                | Josef Seifried                      | SPD    | Wolfgang Jaenicke (Flüchtlingswesen) ab 31. Januar 1947       |
| Justiz                                 | Wilhelm Hoegner                     | SPD    | Ludwig Hagenauer 10. Januar bis 15. Juli 1947                 |
| Justiz                                 | Wilhelm Hoegner                     | SPD    | Carljörg Lacherbauer ab 18. Juli 1947                         |
| Finanzen                               | Hans Kraus                          | CSU    | Hans Müller                                                   |
| Wirtschaft                             | Rudolf Zorn                         | SPD    | Hugo Geiger ab 10. Januar 1947                                |
| Wirtschaft                             | Rudolf Zorn                         | SPD    | Lorenz Sedlmayr (Planung und Wiederaufbau) ab 10. Januar 1947 |
| Landwirtschaft und Forsten             | Joseph Baumgartner                  | CSU    | Hans Gentner                                                  |
| Verkehr                                | Otto Frommknecht ab 10. Januar 1947 | CSU    | Hans Schuberth 10. Januar bis 31. August 1947                 |
| Unterricht und Kultus                  | Alois Hundhammer                    | CSU    | Claus Pittroff                                                |
| Unterricht und Kultus                  | Alois Hundhammer                    | CSU    | Dieter Sattler (Schöne Künste) ab 31. Januar 1947             |
| Arbeit und Soziale Fürsorge            | Albert Roßhaupter                   | SPD    | Heinrich Krehle                                               |
| Sonderminister                         | Alfred Loritz bis 24. Juni 1947     | WAV    | Arthur Höltermann bis 28. Mai 1947                            |
| Sonderminister                         | Ludwig Hagenauer ab 15. Juli 1947   | CSU    | Camille Sachs ab 15. Juli 1947                                |